# Summer Paradise
«Summer Paradise» — песня канадской рок-группы Simple Plan вместе с K’naan. Она была выпущена 13 декабря 2011 года в Австралии как третий сингл с их четвёртого студийного альбома Get Your Heart On!. Она была написана Emanuel Kiriakov, Keinan Warsame, участниками группы и продюсером Brian Howes. Эта песня в стиле регги была написана из-за увлечения вокалиста группы серфингом. Клип был выпущен в Австралии и сопровождался кадрами из «Get Your Heart On Tour!» и сценами с группой на австралийском пляже. Во всем мире сингл вышел 28 февраля 2012 года с приглашенным вокалистом Шоном Полом (Sean Paul).

## Видеоклип
12 декабря 2011 года клип был размещен на официальном сайте группы Simple Plan. В видео показаны кадры, сделанные во время тура Get Your Heart On Tour! в Австралии.
Группа написала сообщение для фанатов о видео:

«Once again, Australia is ahead of the curve! They are the first country in the world to release Summer Paradise as a single off Get Your Heart On! and we couldn’t be more excited! This is one of our favorite songs off the album and we can’t wait for everyone to hear it. The sun and warm weather are coming to OZ and we really hope this song will be a part of your summer and put a smile on your face. We had so much fun on our last Australian visit that we decided to make a special „OZ Tour“ video for our fans down under and around the world. We hope you will enjoy it and that it will bring back good memories if you were at the shows! We had a blast with you guys and can’t wait to come back! For all our fans around the world, don’t worry… „Summer Paradise“ will be coming to your country really soon! We plan on releasing the song worldwide and film another video as well. We will let you know as soon as we have more details. Thanks for all your support and can’t wait to see you all on tour in 2012!.»

Вторая версия клипа вышла 29 марта 2012. В видео показывается, как Пьер Бувье, наслаждаясь закатом, играет на гитаре, а его товарищи лежат на песке или купаются в океане.

## Позиции в чартах и продажи
| Чарт (2011—2012)                           | Макс позиция |
| ------------------------------------------ | ------------ |
| Australia (ARIA)                           | 4            |
| Austria (Ö3 Austria Top 75)                | 7            |
| Belgium (Ultratop 50 Flanders)             | 24           |
| Belgium (Ultratop 40 Wallonia)             | 16           |
| Canada (Canadian Hot 100)                  | 8            |
| Дания (Tracklisten)                        | 18           |
| Франция (SNEP)                             | 21           |
| Germany (Media Control AG)                 | 9            |
| Венгрия (Rádiós Top 40)                    | 11           |
| Ireland (IRMA)                             | 52           |
| Israel (Media Forest)                      | 1            |
| Italy (FIMI)                               | 7            |
| Netherlands (Dutch Top 40)                 | 7            |
| Netherlands (Mega Single Top 100)          | 22           |
| New Zealand (RIANZ)                        | 28           |
| Норвегия (VG-lista)                        | 5            |
| Польша (Polish Airplay Top 100)            | 4            |
| Шотландия (OCC Scotland)                   | 8            |
| Sweden (Sverigetopplistan)                 | 4            |
| Switzerland (Schweizer Hitparade)          | 11           |
| Великобритания (OCC UK Singles)            | 12           |
| Venezuela Pop Rock General (Record Report) | 9            |

| Страна           | Сертификаты (продажи) |
| ---------------- | --------------------- |
| Австралия (ARIA) | 2× платиновый         |

## Варианты изданий
| Страна         | Дата            | Формат                                     | Лейбл          |
| -------------- | --------------- | ------------------------------------------ | -------------- |
| Австралия      | 13 декабря 2011 | Цифровая дистрибуция — featuring K’Naan    | Lava, Atlantic |
| Во всем мире   | 28 февраля 2012 | Цифровая дистрибуция — featuring Sean Paul | Lava, Atlantic |
| Италия         | 2 марта 2012    | Airplay — featuring Sean Paul              | Lava, Atlantic |
| Германия       | 27 апреля 2012  | Цифровой EP, CD сингл                      | Lava, Atlantic |
| Австрия        | 27 апреля 2012  | Цифровой EP, CD сингл                      | Lava, Atlantic |
| Швейцария      | 27 апреля 2012  | Цифровой EP, CD сингл                      | Lava, Atlantic |
| Великобритания | 19 августа 2012 | Цифровой EP                                | Lava, Atlantic |